# Blackdown-Tableland-Nationalpark
Der Blackdown-Tableland-Nationalpark (engl.: Blackdown Tableland National Park) ist ein Nationalpark im Osten des australischen Bundesstaates Queensland. Das bergige Tafelland ist eine einzigartige Landschaft mit Schluchten, Wasserfällen und verschiedenartigster Vegetation.
Der Nationalpark ist der traditionelle Siedlungsgebiet des Aboriginesstammes der Ghungalu. Ihre Felszeichnungen sind im Park zu finden.

## Lage
Er liegt 576 Kilometer nordwestlich von Brisbane.

## Geländeformen
Das Blackdown Tableland ist ein 600 m hoch gelegenes Sandsteinplateau, das schroff aus der Ebene aufsteigt. Der Stony Creek und der Mimosa Creek haben sich in Schluchten eingegraben, in denen auch Wasserfälle zu bewundern sind. Das Gebiet ist Teil des Sandsteingürtels im Zentrum von Queensland.
Das Tafelland liegt dort, wo die Shotover Range, die Expedition Range und die Dawson Range zusammenstoßen. Spuren von Faltenbildung findet man in den Hebungen und Senkungen zwischen den Gebirgen.

## Klima und Vegetation
Das Plateau besitzt ein gemäßigteres Lokalklima als die umgebenden Ebenen. So findet man leichte Wälder, Heiden, Farne und eine große Vielfalt von Pflanzen und Tieren, manche von ihnen endemisch. In Teilen des östlichen Tafellandes beträgt die jährliche Niederschlagsmenge 1.500 mm. Gelegentlich ist das Plateau in dichten Nebel gehüllt.

## Einrichtungen
Camping ist auf dem Zeltplatz in Munall gestattet. Es gibt Wanderwege zu Aussichtspunkten, Kulturerbestätten und Bäche. Ein Picknickplatz liegt am Yaddamen Dhina Lookout.

## Zufahrt
Die Zufahrt zum Nationalpark war vor dem Bau der Straße durch das Queensland Forest Department im Jahre 1969 recht schwierig. Zum Eingang des Parks biegt man 11 km vor Dingo vom Capricorn Highway ab.